# イケダユメドリキララシジミ
イケダユメドリキララシジミ（学名：Deramas ikedai）は、チョウ目（鱗翅目）アゲハチョウ上科シジミチョウ科に分類されるチョウの一種。フィリピン固有種。

## 分布
今のところミンダナオ島のアポ山で見られるだけである。

## 形態
前翅長は13-15mm。本属のチョウはよく似た種が多く、同定には注意を要する。オスは交尾器により区別できるが、メスの確定は大変むつかしい。

## 生態
非常に稀な種で、生態はよくわかっていない。